# Abedalá de Marrocos
Mulei Abedalá (1694 - 10 de novembro de 1757), nascido Abedalá ibne Ismail (em árabe: عبد الله بن إسماعيل; romaniz.: ʿAbd Allāh b. Ismāʿīl) nascido  (árabe: مولاي عبدالله بن بن بسماعيل الثمين), foi sultão do Marrocos seis vezes entre 1729 e 1757. Ascendeu ao trono nos anos de 1729–1734, 1736, 1740–1741, 1741–1742, 1743–1747 e 1748–1757.